# Polifenole

Pirogalol – przykład polifenolu

Polifenole – organiczne związki chemiczne z grupy fenoli, zawierające przynajmniej dwie grupy hydroksylowe przyłączone do pierścienia aromatycznego. Polifenole występują naturalnie w roślinach. Wiele z nich wykazuje silne działanie przeciwutleniające i zmniejsza ryzyko wystąpienia chorób układu krwionośnego i nowotworu. Polifenole dzielą się na podatne na hydrolizę taniny (estry kwasu galusowego i sacharydów) oraz związki należące do klasy fenylopropanoidów, takie jak flawonoidy i lignany. Największą i najlepiej poznaną grupą związków polifenolowych są flawonoidy.

## Występowanie
Dobrymi źródłami polifenoli są: piwo, wino, winogrona, jagody, oliwa z oliwek, herbata, orzechy, kakao, yerba mate oraz niektóre inne warzywa i owoce. Największe stężenie polifenoli występuje zwykle w skórce owoców.

## Wpływ na zdrowie
Polifenole w diecie uważane są za substancje korzystne dla zdrowia człowieka i przypisuje im się działanie przeciwnowotworowe oraz ochronne przeciwko chorobom układu krążenia. Mogą one hamować aktywność ludzkiej topoizomerazy II, działając jako tzw. inhibitory topoizomerazy II. Inhibitory topoizomerazy II znalazły zastosowanie w leczeniu nowotworów, jednocześnie mogą jednak przyczyniać się do rozwoju białaczek. Ich działanie polega na wiązaniu kowalencyjnym bądź niekowalencyjnym z topoizomerazą II, zaburzając w ten sposób jej funkcje.

## Znaczenie dla roślin
Niektóre roślinne polifenole są fitoaleksynami i stanowią część naturalnego mechanizmu obronnego u roślin, hamując rozwój atakujących je owadów, grzybów (np. resweratrol) lub wirusów.